# Кегельбан

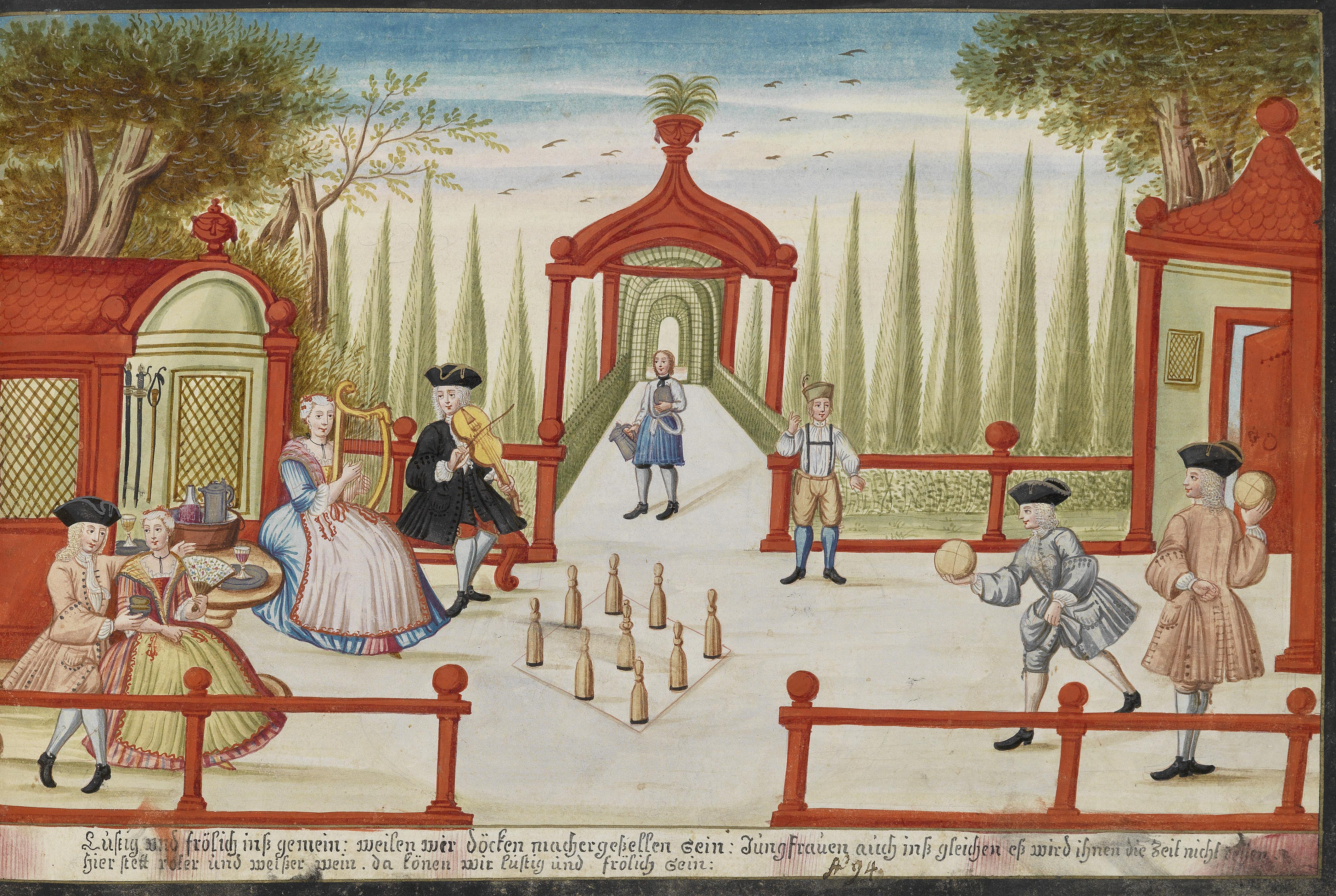
Игра в кегли, миниатюра, Германские земли, 1736 год.

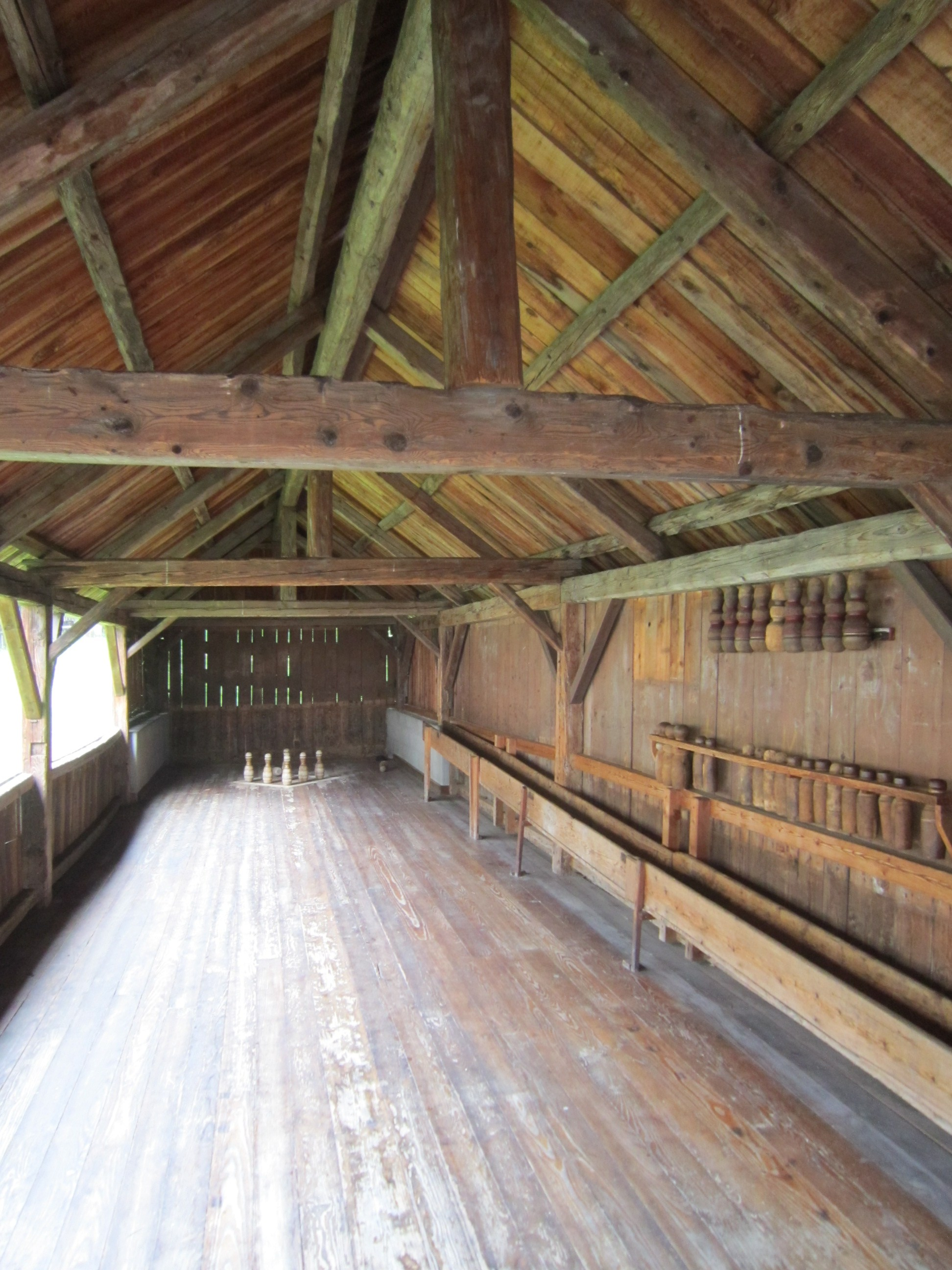
Кегельба́н — помост, по которому катятся шары к кеглям, сверху покрыт крышей.

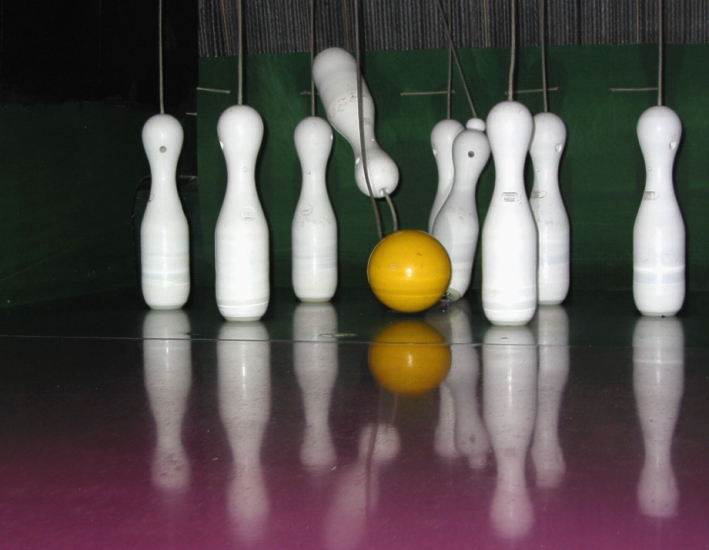
Кегли и шар.

Кегельба́н (от нем. Kegelbahn — кегельная дорожка) — аттракцион. 
В других источниках указано что в игре Кегли помост, по которому катятся шары к кеглям, называют кегельбан. Суть использования указанного аттракциона заключается в катании шаров по специальной дорожке с целью сбить установленные в виде ромба 9 кеглей. В кегельбане диаметр шара 16 сантиметров, а в боулинге ― 22 сантиметра. В шарах для боулинга имеются отверстия для захвата. В кегельбане длина дорожки 14 метров, в боулинге ― как у полинезийцев. Системы подсчёта очков в играх разные.

## История
На окончание XIX столетия, в Германской империи, была весьма распространённой, полезная подвижная игра — Кегли (нем. Kegelspiel, франц. jeu de quilles, англ. game at ninepins), которая также перешла и в Россию. 
В подвижная игре применялись 9 или больше (в Северной Америке 10, в Силезии часто 15 — 17) деревянных столбиков или кеглей (центральная, более крупная, называется королём). Столбики (кегли) изготавливают (точат) из твёрдой древесины.
Кегли сбиваются тяжёлыми деревянными шарами, а помост, по которому катятся шары к кеглям (к площадке с ними), называется кегельбан. В комнатах кегли можно катать без помоста, а на открытом воздухе, на земле, шары не катают, а бросают.
В верхненемецких землях наиболее была распространена так называемая немецкая партия, где счёт очков каждый игрок ведёт отдельно от других, а в гамбургской партии игроки делятся на две группы, с общей записью для каждой партии игроков.

## Правила
Кегельбан, в отличие от боулинга, не столь стандартизован, не требует идеальных условий — дорожка может быть чуть длиннее или чуть короче.
Кегельбан — это 99 вариантов игр, из них 13 стандартных, например:
- «фол» — игра с одним броском;
- «боулинг» — игра с двумя бросками;
- «n» — количество бросков задается, хоть до последней кегли;
- «шведская стенка» — считается только сбитый ряд, очень сложная игра;
- «королева фол», «королева боулинг» — игроку засчитываются очки, только если сбита королева — центральная 5-я кегля;
- и тому подобное.

Помимо количества бросков, игрок имеет возможность задавать рисунок (999 комбинаций) кегель и их чередование. Этот режим интересен и для тренировок, и для начинающего — установи комбинацию и испытай себя вновь.
Преимуществом кегельбана является и число игроков — до 20, что позволяет организовать клубную жизнь в единое целое и предложить вариант игры в зависимости от обстоятельств.

### Фол
Игра 9-ю кеглями. Расстановка кеглей ромбом.
Партия состоит из 10 фреймов (обозначение одного хода). В каждом фрейме игроки выполняют по 1 броску.
Подсчет очков: за каждую сбитую кеглю игрок получает 1 очко. Если сбиты все кегли («страйк») — результат удваивается — то есть игрок получает 18 очков.
Результат игры — сумма очков, набранных во всех 10 фреймах.
Максимальное число очков 180.

### Фол с королевой
Правила игры — такие же, как при игре «Фол».
Отличие в том, что в игре используется специальная кегля — «Королева» (кегля другого цвета или специально помеченная так, чтобы не изменять её геометрию).
«Королева» устанавливается на центральном месте (5-я кегля).
Игроку начисляются очки только в том случае, если сбита «Королева»

### Королева-страйк
Правила игры — такие же, как при игре «Фол».
Отличие в том, что в игре используется специальная кегля — «Королева» (кегля другого цвета или специально помеченная так, чтобы не изменять её геометрию).
«Королева» устанавливается на 1 месте (ближайшая к игроку).
Страйком считается не только все сбитые кегли, но и вариант, когда сбита только «Королева» (все остальные кегли не затронуты).

## Отличия от боулинга
Шары имеют меньший размер. Шары фиксируются хватом кисти, а не пальцами в углублениях.
Меньшая длина поля — выше точность. Игра проходит быстрее.